# Splurge
Splurge è il nono album della band giapponese Puffy AmiYumi. Distribuito il 28 giugno 2006 in Giappone e il 25 luglio dello stesso anno in USA, dopo il loro tour sulla East Coast, il disco contiene 16 tracce.

## Tracce

### Edizione giapponese
1. "Radio Tokyo" (Butch Walker)
2. "Hajimari no uta/Nice Buddy|ナイスバディ (Nice Buddy)" (lyrics: Puffy / music: Andy Sturmer and Andy Thompson)
3. "Tokyo I'm on My Way" (Andy Sturmer)
4. "Shall We Dance?" (Butch Walker)
5. "恋のエチュード (Love's Etude)" (Masamune Kusano)
6. "女マシンガン (Girl Machine Gun)" (lyrics: Seiji / music: Jon Spencer)
7. "Sunday in the Park" (Charley Drayton, Tamio Okuda)
8. "Mogura Like|モグラライク (Mole-Like)" (Tamio Okuda)
9. "Missing You Baby" (lyrics: Puffy / music: Andy Sturmer)
10. "早春物語 (Early Spring Story)" (lyrics: Puffy / music: Anders Hellgren & David Myhr)
11. "モグラ (Mole)" (Kohmoto Hiroto)
12. "らくだの国 (Camel Country/Camel Land)" (Kazuyoshi Saito)
13. "Security Blanket" (lyrics: Ami Ōnuki / music: Ken Yokoyama)
14. "Hajimari no uta/Nice Buddy|はじまりのうた (Song of Origin/Beginnings)" (lyrics: Puffy / music: Andy Sturmer & Bleu)
15. "Basket Case" (lyrics: Billie Joe Armstrong / music: Green Day)

### Edizione americana
1. "Call Me What You Like (If You Like Rock-n-Roll)"
2. "Nice Buddy"
3. "Tokyo I'm on My Way"
4. "Radio Tokyo"
5. "Mole-Like"
6. "Etude"
7. "Go Baby Power Now"
8. "Sunday in the Park"
9. "Missing You Baby"
10. "The Story"
11. "Mole"
12. "Cameland"
13. "Security Blanket"
14. "Beginnings"

Bonus tracks:
1. "Friends Forever ~FICKLE Remix~"
2. "Teen Titans Theme ~Polysics' CR-06 MIX~"

### Ep
1. Call Me What You Like
2. Security Blanket
3. Tokyo I'm On My Way
4. Go Baby Power Now
5. Basket Case

## Classifiche
L'album ha raggiunto la posizione 19 in Giappone e per due settimane la nona posizione nella classifica mondiale.